# Draft NBA 1996
Il Draft NBA 1996 si è svolto il 26 giugno 1996 a Rutherford, New Jersey.
Viene universalmente considerato uno dei draft più densi di talento degli ultimi anni, considerato secondo solo a quello del 1984, a detta di molti il migliore di sempre, e talvolta a quello del 2003.
Ben quattro giocatori selezionati in questa edizione sono stati inseriti nella Basketball Hall of Fame (Allen Iverson, Kobe Bryant, Steve Nash e Ray Allen), così come il non selezionato Ben Wallace. Altri hanno goduto comunque di ottime carriere e di una buona fama, come Jermaine O'Neal, Stephon Marbury, Predrag Stojakovic, Kerry Kittles, Shareef Abdur-Rahim, Derek Fisher e Žydrūnas Ilgauskas.
Questo Draft fece notizia anche per un undrafted: Ben Wallace non venne selezionato da nessuna franchigia NBA al Draft, eppure insieme a Dikembe Mutombo e Rudy Gobert è il giocatore in assoluto ad aver vinto per più volte il DPOY (4 volte), oltre ad aver vinto un anello coi Detroit Pistons nel 2004, essere incluso 5 volte sia nell'All-NBA Team (3 volte nel primo e 2 volte nel secondo) che nell'NBA All-Defensive Team; venne convocato 4 volte all'All-Star Game e fu 2 volte il miglior rimbalzista NBA e 1 volta il miglior stoppatore NBA. Nel 2021, Wallace è diventato il primo giocatore non selezionato dell'era moderna ad entrare nella Hall of Fame.

## Giocatori scelti al 1º giro
|   | Indica un giocatore che è stato inserito nella Naismith Memorial Basketball Hall of Fame                 |
|   | Indica un giocatore che è stato selezionato per almeno un All-Star Game ed è inserito in un All-NBA Team |
|   | Indica un giocatore che è stato selezionato per almeno un All-Star Game                                  |
|   | Indica un giocatore che è stato inserito in almeno un All-NBA Team                                       |
| * | Indica il giocatore che ha vinto il titolo di Rookie of the Year                                         |
|   | Indica un giocatore che non ha mai giocato una partita in NBA                                            |

| Scelta | Giocatore                | Nazionalità | Squadra NBA                                                      | Scuola/ex squadra                                       |
| ------ | ------------------------ | ----------- | ---------------------------------------------------------------- | ------------------------------------------------------- |
| 1      | Allen Iverson * (G)      | Stati Uniti | Philadelphia 76ers                                               | Georgetown                                              |
| 2      | Marcus Camby (C)         | Stati Uniti | Toronto Raptors                                                  | Massachusetts                                           |
| 3      | Shareef Abdur-Rahim (PF) | Stati Uniti | Vancouver Grizzlies                                              | California                                              |
| 4      | Stephon Marbury (PG)     | Stati Uniti | Milwaukee Bucks (ceduto a Minnesota)                             | Georgia Tech                                            |
| 5      | Ray Allen (SG)           | Stati Uniti | Minnesota Timberwolves (ceduto a Milwaukee)                      | Connecticut                                             |
| 6      | Antoine Walker (SF)      | Stati Uniti | Boston Celtics (da Dallas)                                       | Kentucky                                                |
| 7      | Lorenzen Wright (C)      | Stati Uniti | Los Angeles Clippers                                             | Memphis                                                 |
| 8      | Kerry Kittles (SG)       | Stati Uniti | New Jersey Nets                                                  | Villanova                                               |
| 9      | Samaki Walker (PF)       | Stati Uniti | Dallas Mavericks (da Boston)                                     | Louisville                                              |
| 10     | Erick Dampier (C)        | Stati Uniti | Indiana Pacers (da Denver)                                       | Mississippi State                                       |
| 11     | Todd Fuller (C)          | Stati Uniti | Golden State Warriors (da Golden State via Orlando e Washington) | North Carolina State                                    |
| 12     | Vitalij Potapenko (C)    | Ucraina     | Cleveland Cavaliers (da Washington)                              | Wright State                                            |
| 13     | Kobe Bryant (SG)         | Stati Uniti | Charlotte Hornets (ceduto ai L.A. Lakers)                        | Lower Merion H.S. (Lower Merion Township, Pennsylvania) |
| 14     | Predrag Stojaković (SF)  | Jugoslavia  | Sacramento Kings                                                 | PAOK Salonicco (Grecia)                                 |
| 15     | Steve Nash (PG)          | Canada      | Phoenix Suns                                                     | Santa Clara                                             |
| 16     | Tony Delk (SG)           | Stati Uniti | Charlotte Hornets (da Miami)                                     | Kentucky                                                |
| 17     | Jermaine O'Neal (F/C)    | Stati Uniti | Portland Trail Blazers                                           | Eau Claire H.S. (Columbia, South Carolina)              |
| 18     | John Wallace (PF)        | Stati Uniti | New York Knicks (da Detroit via San Antonio)                     | Syracuse                                                |
| 19     | Walter McCarty (PF)      | Stati Uniti | New York Knicks (da Atlanta via Miami)                           | Kentucky                                                |
| 20     | Žydrūnas Ilgauskas (C)   | Lituania    | Cleveland Cavaliers                                              | Atletas (Lituania)                                      |
| 21     | Dontae' Jones (F)        | Stati Uniti | New York Knicks                                                  | Mississippi State                                       |
| 22     | Roy Rogers (PF)          | Stati Uniti | Vancouver Grizzlies (da Houston)                                 | Alabama                                                 |
| 23     | Euthymīs Rentzias (C)    | Grecia      | Denver Nuggets (da Indiana)                                      | PAOK Salonicco (Grecia)                                 |
| 24     | Derek Fisher (PG)        | Stati Uniti | Los Angeles Lakers                                               | Arkansas-Little Rock                                    |
| 25     | Martin Müürsepp (PF)     | Estonia     | Utah Jazz (ceduto a Miami)                                       | Kalev Tallinn (Estonia)                                 |
| 26     | Jerome Williams (F)      | Stati Uniti | Detroit Pistons (da San Antonio)                                 | Georgetown                                              |
| 27     | Brian Evans (F)          | Stati Uniti | Orlando Magic                                                    | Indiana                                                 |
| 28     | Priest Lauderdale (C)    | Stati Uniti | Atlanta Hawks (da Seattle)                                       | Peristeri BC (Grecia)                                   |
| 29     | Travis Knight (C)        | Stati Uniti | Chicago Bulls                                                    | Connecticut                                             |

## Giocatori scelti al 2º giro
| Scelta | Giocatore          | Nazionalità | Squadra NBA            | Scuola/ex squadra        |
| ------ | ------------------ | ----------- | ---------------------- | ------------------------ |
| 30     | Othella Harrington | Stati Uniti | Houston Rockets        | Georgetown               |
| 31     | Mark Hendrickson   | Stati Uniti | Philadelphia 76ers     | Washington State         |
| 32     | Ryan Minor         | Stati Uniti | Philadelphia 76ers     | Oklahoma                 |
| 33     | Moochie Norris     | Stati Uniti | Milwaukee Bucks        | West Florida             |
| 34     | Shawn Harvey       | Stati Uniti | Dallas Mavericks       | West Virginia State      |
| 35     | Joseph Blair       | Stati Uniti | Seattle SuperSonics    | Arizona                  |
| 36     | Doron Sheffer      | Israele     | Los Angeles Clippers   | Connecticut              |
| 37     | Jeff McInnis       | Stati Uniti | Denver Nuggets         | North Carolina           |
| 38     | Steve Hamer        | Stati Uniti | Boston Celtics         | Tennessee                |
| 39     | Russ Millard       | Stati Uniti | Phoenix Suns           | Iowa                     |
| 40     | Marcus Mann        | Stati Uniti | Golden State Warriors  | Mississippi Valley State |
| 41     | Jason Sasser       | Stati Uniti | Sacramento Kings       | Texas Tech               |
| 42     | Randy Livingston   | Stati Uniti | Houston Rockets        | Louisiana State          |
| 43     | Ben Davis          | Stati Uniti | Phoenix Suns           | Arizona                  |
| 44     | Malik Rose         | Stati Uniti | Charlotte Hornets      | Drexel                   |
| 45     | Joe Vogel          | Stati Uniti | Seattle SuperSonics    | Colorado State           |
| 46     | Marcus Brown       | Stati Uniti | Portland Trail Blazers | Murray State             |
| 47     | Ron Riley          | Stati Uniti | Seattle SuperSonics    | Arizona State            |
| 48     | Jamie Feick        | Stati Uniti | Philadelphia 76ers     | Michigan State           |
| 49     | Amal McCaskill     | Stati Uniti | Orlando Magic          | Marquette                |
| 50     | Terrell Bell       | Stati Uniti | Houston Rockets        | Georgia                  |
| 51     | Chris Robinson     | Stati Uniti | Vancouver Grizzlies    | Western Kentucky         |
| 52     | Mark Pope          | Stati Uniti | Indiana Pacers         | Kentucky                 |
| 53     | Jeff Nordgaard     | Stati Uniti | Milwaukee Bucks        | Wisconsin-Green Bay      |
| 54     | Shandon Anderson   | Stati Uniti | Utah Jazz              | Georgia                  |
| 55     | Ronnie Henderson   | Stati Uniti | Washington Bullets     | Louisiana State          |
| 56     | Reggie Geary       | Stati Uniti | Cleveland Cavaliers    | Arizona                  |
| 57     | Drew Barry         | Stati Uniti | Seattle SuperSonics    | Georgia Tech             |
| 58     | Darnell Robinson   | Stati Uniti | Dallas Mavericks       | Arkansas                 |

## Giocatori non scelti premiati dalla NBA
| Giocatore   | Ruolo | Nazionalità | Provenienza  |
| ----------- | ----- | ----------- | ------------ |
| Ben Wallace | AG/C  | Stati Uniti | VUU Panthers |